# Honda Seria M
W 1979 Honda przedstawiła udaną serię lekkich motocykli w USA i Europie. Linie produkcyjne tych modeli znajdowały się w Hiszpanii, Belgii i Szwecji.
Obydwa modele (Honda MB - model drogowy i Honda MT model offroad) ukazały się w Europie. Model MB był produkowany od 1979 do 1981 w Europie i w USA, lecz tylko w 1982. W Europie jednak produkcja MT 50 trwała do 1997 roku.
Obydwa modele były w 2 wersjach: 50 i 80cc (silniki dwusuwowe). Honda porzuciła tymczasowo program czterosuwowego silnika, ponieważ miał on na celu rynek tzw moped'ów dla 16-latków (legalny wiek, w którym ktoś może prowadzić motocykl 50 cm w większości krajów europejskich)
Model MB miał zacięcie sportowe i był kompletny. Był standardowo wyposażony w prędkościomierz, obrotomierz, przedni hamulec tarczowy i koła zwane "Comstar". Z powodu sukcesu, jakim był model MB, Honda wypuściła na rynek serię MT (wersję offroad, bez owiewek) na rynek europejski.
Rezultatem tego ruchu był wzrost sprzedaży w Europie. Seria MT zyskała swoją popularność z uwagi na dużą dostępność części (oryginalnych lub nieoryginalnych). Za pomocą tych części właściciel był w stanie stworzyć swój unikatowy model. Inną ważną kwestią było to, że za rozsądną ilość pieniędzy było łatwo zwiększyć moc silnika. Rezultat był taki, że MB lub MT po przeróbkach łatwo przewyższały dozwoloną moc silnika.
Równolegle z seriami MB i MT Honda wypuściła na rynek chłodzone powietrzem modele MBX i MTX w wersjach 50 i 80cc. W odróżnieniu od MT50, który miał 5-stopniową skrzynię biegów, MTX50 posiadał 6 biegów oraz komorę HERP na wydechu. W 1983 dostępne były wersje chłodzone cieczą modeli MB/MT i chłodzone powietrzem modele MBX/MTX. Były to MTX 50/80 RDF i MBX 50/80. W 1985 MTX 50/80 RDF został poprawiony kosmetycznie i zyskał nazwę MTX 50/80 RFF. Ten z kolei stał się modelem MTX 50/80 RII, motocyklem wzorowanym na istniejących MTX 125/200R.
Ze względu na istotne zmiany prawa i ubezpieczenia, sprzedaż tego typu lekkich motocykli spadła znacznie. W rezultacie produkcja w Hiszpanii i Belgii stanęła w 1992 r. Produkcja modeli MBX trwała kolejny rok i zakończyła się w 1993 r. Jedynie w Skandynawii, ograniczona produkcja na rynek lokalny trwała do 1997 r. Po tym wszystkim modele serii M przestały być produkowane.
Istniały warianty 50, 80, 125cc modeli MBX i MTX, także wersja 200cc modelu MTX. Modele MTX 125/200R zaczęto produkować w 1983 jako modle RFD i zostały zamienione w 1985 przez RFF. Zmiany dotyczyły: zamiany przedniego hamulca bębnowego na tarczowy, większego widelca przedniego, skorygowania wyglądu (naklejki, kolor nadwozia itp.), tylnego amortyzatora, modułu (CDI). W przypadku modelu 200 także nowego wahacza. Model 125cc występował w blokowanej i nieblokowanej wersji. Nieblokowana wersja modelu 200cc posiadła komory ATAC operowane przez zawór tłoka dołączony do mechanicznego regulatora